# Cornelius Haga Lyceum
Het Cornelius Haga Lyceum is een school in Amsterdam voor voortgezet onderwijs (mavo, havo en vwo). De school biedt onderwijs aan op islamitische grondslag.

## Uitbreiding
Voor het schooljaar 2020-2021 wordt de school uitgebreid met onder meer acht extra lokalen. In juli 2020 is met de bouw begonnen. Het aantal leerlingen kan na gereedkoming groeien naar 440.